# Прапор Миколаївки
Міськи́й пра́пор Миколаївки — офіційний символ міста Миколаївка, затверджений 4 червня 2004 р.
Автори — А. Гречило і М. Омельченко.

## Опис
Квадратне полотнище, з вільного краю на червоному тлі жовті покладені навхрест жезли, на них — жовта єпископська митра; від древка на жовтій смузі (шириною в 1/4 ширини прапора) три червоні блискавки.

## Зміст
Митра і жезли є атрибутами Святого Миколая, тому є номінальними символами і вказують на назву поселення. Блискавки означають електроенергетику й уособлюють Слов'янську ТЕС, будівництво та робота якої сприяли розвитку Миколаївки.